# Merced Lake Ranger Station
Ne doit pas être confondu avec Merced Grove Ranger Station.
La Merced Lake Ranger Station est une station de rangers américaine dans le comté de Mariposa, en Californie. Située à 2 231 mètres d'altitude à l'ouest du lac Merced, elle est protégée au sein du parc national de Yosemite. Construite en 1927 dans le style rustique du National Park Service, elle est inscrite au Registre national des lieux historiques depuis le 18 juillet 2014.